# 鉄道総研クヤ497形電車

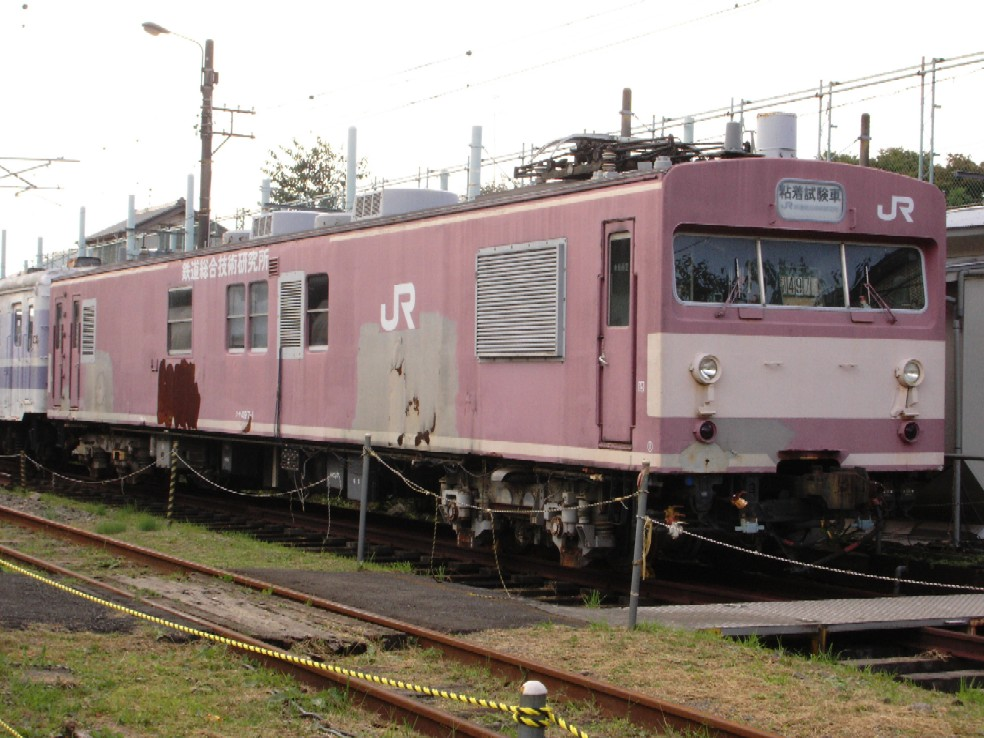
クヤ497形電車

クヤ497形電車（クヤ497がたでんしゃ）は、かつて鉄道総合技術研究所（鉄道総研）が所有していた鉄道車両（試験車）である。車輪とレールの間の摩擦係数（粘着係数）を測定するすべり粘着試験車で、1987年に荷物電車のクモニ83形(クモニ83805)の改造により製作された。
なお、車両自体は改造以来最後まで鉄道総研の所有だったが、本線走行を可能とするため車籍を東日本旅客鉄道（JR東日本）に編入し、鉄道総研国立研究所最寄りの豊田電車区（現・豊田車両センター）の所属としていた。　

## 概要
レールと車輪との摩擦係数（粘着係数）は、車両の牽引力向上や安全性の向上などに欠かせないデータであったが、それまでは機関車や客車などの台車に水を撒き、車輪のすべり具合を測定するなどの方法をとっていたため、さまざまな自然条件に左右されてしまうなど、その連続した数値を安定して測定するには困難な状況であった。
そのため、当時の国鉄技術研究所（後の鉄道総研）において、この連続した摩擦係数を安定して測定するため、世界で初めての粘着試験の専用台車であるすべり粘着試験台車（前後の車輪の直径が異なる。試験時には前後の車輪をシャフトで直結して強制的に滑らせて走行し、連続的に粘着状態を計測する）のTR910が開発され、鶴見事故で問題視された競合脱線を解明する試験車として使用されていたマヤ40 1や、後に国鉄101系電車の付随車、サハ101-1007に取り付けるなどして各種試験が行われていたが、どちらも機関車や電車に牽引される必要があり、連結位置が限定されてしまうことから、試験列車の先頭車としても使用できるよう、またさまざまな路線で制限なく使用できるように、交直流電車の制御車として製作された。
また非電化区間での測定ができるように、気動車や機関車とも連結ができるよう、連結器は双頭連結器が装備されており、さらに上記の非電化区間や交流電化区間などでも自車で使用する電源が確保できるよう、床下にはディーゼル発電機が設置されている（直流電化区間では屋根上に設置されたパンタグラフ（PS16形に換装）から電動発電機を経由して給電されていた）。
測定室の屋根上には冷房装置（特急形電車に用いられる分散式のAU13）が2基設置されている。また種車が低屋根構造のクモニ83形800番台であったため、狭小トンネル区間をもつ中央東線高尾駅以西にも入線することができる。台車は交換され、片方がすべり粘着試験用のTR910形、もう片方が101系の廃車発生品のDT21T形を履く。1996年に車籍を抹消されている。

## 車歴
- 1948年6月28日 モハ63738として汽車製造で新造。
- 1952年7月30日 モハ72274に改造。
- 1966年12月15日 クモニ83805に改造。
- 1987年3月31日 クヤ497-1に改造。（ただし、実際の出場は同年6月5日）
- 1996年5月13日 車籍抹消。

## 現状
1996年に本線車両としての車籍は抹消されたが、鉄道総研国立研究所の敷地内にて上記の試験のほか、フリーゲージトレインの試験などにも使用された。後に燃料電池試験車などの新試験車の導入で保管場所が無くなり解体された。